# Max Mayunga
Pour les articles homonymes, voir Mayunga.
Maximilien-Gabriel Mayunga (né le 28 octobre 1934 à Léopoldville) est un footballeur et entraîneur de football belgo-congolais (RDC). Au cours de sa carrière de joueur, il évoluait au poste d'attaquant.

## Biographie
Mayunga commence à jouer au football dans sa ville natale de Léopoldville. Il participe à un match amical entre l'équipe de première division belge du RU Saint-Gilloise et une sélection de Léopoldville, et se fait remarquer lors de ce match. Il signe alors pour l'équipe locale du CS Imana avec qui il évolue pendant deux saisons.
Après avoir joué pour ce club, il part s'installer en Belgique pour rejoindre le club de la capitale du Daring Club Brussels,. Mayunga joue finalement 150 matchs (pour 35 buts marqués) pour le Daring Club de 1959 à 1966, avant d'être rappelé au Congo-Kinshasa.
À son retour à Kinshasa, Mayunga reste dans le monde du football, et devient l'entraîneur de son ancien club d'Imana pendant une saison.